# Ixcuina Corona
L'Ixcuina Corona è una struttura geologica della superficie di Venere.